# L'albero (libro)
L'albero (The giving tree) è un libro illustrato scritto da Shel Silverstein. È uno dei libri per bambini più controversi scritti nel Novecento: la trama infatti, ricca di contenuto simbolico, si presta a molte e variegate interpretazioni riguardo al legame d'amicizia e sfruttamento tra i due personaggi principali.

## Trama
Un bambino ed un albero sono legati da un profondo legame di amicizia. Trascorrono i giorni in mutua compagnia senza preoccupazioni finché il bambino, ormai un ragazzo e dopo un uomo, non inizia a trascurare l'amico, dedicandosi a nuovi interessi: prima l'amore, poi la necessità di denaro, poi la ricerca di un lavoro e di una famiglia...
Tuttavia per tutto il tempo l'albero, nonostante la distanza venutasi a creare fra lui e il ragazzo, continua ad offrire incondizionatamente tutto se stesso all'amico, che sottrae alla creatura vegetale prima i frutti, poi i rami ed infine il tronco, lasciando l'albero ormai un mero ceppo.
Divenuto ormai un anziano, il "bambino" ritorna a trovare l'amico e questi, sebbene spoglio di tutto e incapace di donargli altro, si rallegra alla fine di poter bastare all'anziano come semplice panchina su cui riposare.

## Interpretazioni
La storia, semplice nel complesso, può dar luogo a molte interpretazioni. In particolare alle figure dei protagonisti sono stati attribuiti i ruoli di:
- l'albero che rappresenta Madre Natura e il bambino l'umanità;
- l'albero e il bambino come amici;
- l'albero e il bambino come una coppia genitore-figlio.[senza fonte]

## Adattamenti
Una versione animata, tratta direttamente dalle immagini del libro, è stata prodotta nel 1973 con la narrazione dello stesso autore.

## Edizioni
- Shel Silverstein, L'albero, Salani, 2000,  p. 62, ISBN 887782719X.